# Русский стандарт (банк)
Банк «Русский стандарт» — российский коммерческий банк. Входит в холдинг «Русский стандарт». Полное наименование — Акционерное общество «Банк Русский Стандарт». Головной офис расположен в Москве.
Вошёл в рейтинг журнала Forbes «200 крупнейших частных компаний России 2021», где занял 191 место с выручкой 51,3 млрд рублей.

## История

### 1993—1998
АОЗТ АКБ «Агроопторгбанк» был внесён ЦБ РФ в книгу государственной регистрации кредитных организаций (зарегистрирован) 31 марта 1993 года. Учредителями банка выступили 11 предприятий АПК. Первоначальной целью создания банка была деятельность по осуществлению расчётов между предприятиями АПК, но в связи как с общим спадом экономики России в начале и середине 1990-х, так и с упадком агропромышленности в частности, утратил своё значение и к 1996 году прекратил активную деятельность. Известны следующие факты о банке в то время: получение в декабре 1993 года расширенной валютной лицензии, позволяющей (помимо осуществления операций с валютой на территории России (внутренняя валютная лицензия)) установить корреспондентские отношения с шестью иностранными банками; объявление об обнаружении в июле 1994 года, наряду с некоторыми другими кредитными организациями, фальшивых банковских документов (гарантийных писем); судебный процесс в 1996 году с банком «Автосельхозмаш» из-за задолженности последнего. В 1996 году, в связи с изменением законодательства, изменил организационно-правовую форму с АОЗТ на ЗАО.

### 1999 год
В январе в банке начата реорганизация. (В это время контроль в банке приобрёл Рустам Тарико. Сумма сделки, по оценкам, составила 100 тыс. долларов) Возглавлял рабочую группу по реорганизации «Агроопторгбанка» с 22 февраля по 31 мая 1999 года Александр Зурабов (младший брат Михаила Зурабова; до этого возглавлял банк «МЕНАТЕП»). Заместителем руководителя рабочей группы с 25 января по 10 мая 1999 года был Андрей Козлов (до этого — первый заместитель председателя ЦБ РФ). Сотрудником в составе рабочей группы 1 января по 30 апреля был Дмитрий Руденко (до этого — советник в банке «МЕНАТЕП»), который, по одной из версий, являлся одним из основателей (наряду с Рустамом Тарико, Андреем Козловым и Александром Зурабовым) и ключевых менеджеров банка «Русский Стандарт». Всего в реорганизации принимали участие, по словам Андрея Козлова, 15—20 человек, в основном работавшие ранее в банке «МЕНАТЕП».
После проведения в апреле дополнительной эмиссии акций (доп. выпуск № 4) на 32 млн руб. (эти деньги пошли на расчистку баланса банка), а также приобретения акций у существующих акционеров, владельцем 88,889 % акций банка стало ЗАО «Руст Инк.» Рустама Тарико.
В мае было объявлено о появлении нового банка «Русский Стандарт». Целью декларировалось создание «хорошего, честного» банка для обслуживания и кредитования малого и среднего бизнеса, производителей потребительских товаров, обслуживания внешнеторговых операций, а также кредитования населения, в том числе выпуск «настоящих» кредитных карт. В разработке бизнес-плана, стратегии банка и его структуры принимала участие консалтинговая компания McKinsey&Co (по оценкам, вознаграждение консультантов составило $1 млн). С 22 июля 1999 банк официально сменил название с ЗАО АКБ «Агроопторгбанк» на ЗАО «Банк Русский Стандарт». С 22 июля председателем совета директоров стал Александр Зурабов (с 1 июня по 21 июля — председатель совета директоров «Агроопторгбанка»), который в то же время (с 20 июля) занимал должность первого заместителя генерального директора по финансово-экономической и коммерческой деятельности «Аэрофлота», председателем правления и членом совета директоров стал Андрей Козлов (с 11 мая по 21 июля — председатель правления (одновременно, с 1 июня по 21 июля, член совета директоров) «Агроопторгбанка»), Рустам Тарико занял должность члена совета директоров (с 1 июня по 21 июля — член совета директоров «Агроопторгбанка»), Дмитрий Руденко стал руководителем департамента розничного бизнеса (с 1 мая по 21 июля — руководитель департамента розничного бизнеса «Агроопторгбанка»).
В августе появилась информация о возможном объединении банка «Русский Стандарт» и «Межкомбанка», в связи с переходом в первый нескольких ключевых сотрудников последнего, в том числе президента Александра Григорьева и директора департамента операций на рынках капиталов Дмитрия Левина. Александр Григорьев с 12 ноября стал первым заместителем председателя правления банка «Русский Стандарт», Дмитрий Левин с 7 сентября занял должность руководителя департамента межбанковских операций и финансового рынка. Надо заметить, что к октябрю в банке работало, по словам Андрея Козлова, около 170 человек, большинство из которых были выходцами из банка «МЕНАТЕП» и «Межкомбанка».
20 октября банк стал одним из учредителей Национальной валютной ассоциации (НВА).
В ноябре, после проведения дополнительной эмиссии акций (доп. выпуск № 5) на $19829982,41 (524106435,1 руб.) (деньги пошли на выдачу первых кредитов — проект «Розничный кредит»), контроль в банке перешёл к «сестринской» компании «Руст Инк.» — ЗАО «Компания „Русский Стандарт“» (92,467721 %, у «Руст Инк.» — 6,695359 %).

### 2000 год
В конце февраля 2000 года Андрей Козлов покинул банк.(В октябре 1999 года появлялась информация о возможности назначения Андрея Козлова главой ФКЦБ, а в середине февраля 2000 года — о его переходе в «Конверсбанк») Ранее это же сделал Александр Зурабов (формально оставаясь председателем совета директоров банка, он фактически занимался работой в «Аэрофлоте»). Причиной отставок назывались убыточность банка и конфликт на этой почве между Андреем Козловым и Александром Зурабовым с одной стороны, и Рустамом Тарико — с другой. Сам Андрей Козлов это опровергал. И. о. председателя правления банка стал Александр Григорьев.

## Собственники и руководство
На 16 февраля 2009 года почти 100 % акций банка контролируют ЗАО «Компания „Русский стандарт“» (97,172089 %) и ЗАО «Руст Инк.» (2,826654 %)бенефициар — Рустам Тарико.
Председатель правления — Сергей Берестовой.
Председатель совета директоров — Рустам Тарико.

## Деятельность
Основными (приоритетными) направлениями деятельности банка являются потребительское кредитование и эмиссия кредитных карт. Также банк занимается эквайрингом, интернет-эквайрингом, привлечением депозитов, расчётно-кассовым обслуживанием физических и юридических лиц, предоставлением овердрафтов, возобновляемых и невозобновляемых кредитных линий, проведением международных расчётов (банковские гарантии и аккредитивы), торговым финансированием, проведением конверсионных операций и др. Является агентом страховых компаний ЗАО «Русский Стандарт Страхование» и ООО «Компания Банковского Страхования». Под брендом «Imperia Private Banking» оказывает услуги состоятельным клиентам.
До декабря 2008 года банк активно занимался автокредитованием, но в начале финансового кризиса 2008—2010 годов полностью свернул эту программу.
В мае 2013 года банк запустил новый карточный продукт — бесконтактные (NFC) банковские карты. С 2016 года для московских клиентов банк выпускает дебетовые карты с транспортным приложением «Тройка», став вторым банком (после Сбербанка), запустившим данное приложение.
В ноябре 2023 года карты платежной системы UnionPay, выпущенные «Русским стандартом», перестали работать за рубежом из-за попадания банка в санкционные списки США.

### Филиальная сеть, территория обслуживания
На 1 июля 2012 года на территории России открыто 193 представительств, 9 филиалов (Санкт-Петербург, Воронеж, Ростов-на-Дону, Омск, Уфа, Казань, Екатеринбург, Самара, Новосибирск), 276 кредитно-кассовых офиса (отделения). По данным банка, на начало 2009 года действовали около 400 банкоматов по выдаче наличных денег и около 2100 банкоматов с функцией приёма (cash-in) наличных денег, кредитные программы реализовывались более чем в 1800 населённых пунктах страны через более 40 тыс. точек продаж предприятий-партнёров.
На территории Украины на конец 2008 года было открыто 25 региональных управлений. На Украине банк до 2022 года осуществлял свою деятельность через дочернее ПАО «Банк Форвард» (до 2014 года — «Русский стандарт»)). В июле 2022 года Шевченковский районный суд Киева вынес решение о передаче Форвард Банка Агентству по розыску и управлению активами.
По данным на апрель 2024 года банк имеет 184 дополнительных офиса на территории России, из которых 27 в Москве и 20 в Санкт-Петербурге.

## Критика
Преподаватель МФПУ «Синергия» А. Я. Ишутин, указывая, что плохая репутация банка ведёт к неэффективности в привлечении банком денежных средств, привёл в пример банк «Русский стандарт», чей имидж в середине 2000-х годов Ишутин охарактеризовал как имидж «грабительского, нечестного банка».
В 2010 году нижнетагильское отделение общественного движения «Молодые юристы России» организовало сбор подписей под обращением в Генеральную прокуратуру РФ, администрацию Президента России и Роспотребнадзор по поводу деятельности банка «Русский стандарт». Руководитель отделения движения Евгений Рякин отмечал, что к ним обращаются множество людей с жалобами на методы взыскания задолженности в данном банке. Рякин привёл следующий пример: «Одна женщина сообщила, что в банке ей предложили продать почку, чтобы расплатиться по кредиту». Также Рякин указал на «постоянные телефонные звонки, даже ночью; письма с угрозами; визиты коллекторов и т. д.», что, по его оценке, во многих случаях «находится за гранью закона». Кроме того, Рякин отметил «неоднократные нарушения кредитной организацией законодательства, а также Гражданского кодекса РФ».
Значительную огласку получила история, в которой женщина взяла кредит в банке «Русский стандарт» в размере 45 тысяч рублей, но не сумела его оплатить по причине болезни и потери работы, вследствие чего задолженность через несколько месяцев выросла до 150 тысяч рублей. В феврале 2013 года коллекторы банка «Русский стандарт» предложили женщине решить проблему задолженности путём продажи своих органов, а также, по данным ассистента кафедры рекламы РЭУ имени Г. В. Плеханова А. В. Иванова и Челябинского отделения ГТРК «Южный Урал», в дальнейшем «предложили продать грудного ребёнка сестры».

## Показатели деятельности, отчётность
Международное рейтинговое агентство Moody’s подтвердило рейтинг банка «Русский стандарт» на уровне «B2», но понизило прогноз по нему со «стабильного» до «негативного». Как сообщалось ранее, кредитная организация в первом полугодии 2014 года увеличил чистый убыток в 6,9 раза, до 4,8 млрд против 690 млн руб. убытка за первое полугодие 2013 года. В связи с этим в сети активно обсуждаются слухи о возможном отзыве лицензии у банка «Русский стандарт». Также телеканал НТВ сообщил о том, что на одном из специализированных сайтов по продаже яхт появилось объявление о продаже яхты, принадлежащей владельцу банка Рустаму Тарико. Видимо вырученными средствами от продажи яхты руководство планирует покрыть часть убытков.
Банк «Русский стандарт» стал лидером по доле просроченных кредитов по состоянию на 1 марта 2016 года. Доля таких кредитов у него составила 40 %.
| 01.01.1998 | 0,046472                | 0,006073              | 0,000090              | 0,19        | 1,48          |
| 01.01.1999 | 0,015957                | 0,004392              | −0,001512             | −9,48       | −34,43        |
| 01.01.2000 | 0,636204                | 0,519566              | −0,044549             | −7          | −8,57         |
| 01.01.2001 | 1,236440                | 0,551065              | 0,011831              | 0,96        | 2,15          |
| 01.01.2002 | 2,294373                | 0,797337              | 0,041666              | 1,82        | 5,23          |
| 01.01.2003 | 5,668442                | 1,042720              | 0,451736              | 7,97        | 43,32         |
| 01.01.2004 | 15,701930               | 3,380527              | 2,349646              | 14,96       | 69,5          |
| 01.01.2005 | 41,779639 (41,227634)   | 6,715005 (7,612292)   | 4,136830 (4,392989)   | 9,9 (10,66) | 61,6 (57,71)  |
| 01.01.2006 | 113,619851 (112,735865) | 11,871599 (12,087809) | 5,675256 (5,862959)   | 4,99 (5,2)  | 47,8 (48,5)   |
| 01.01.2007 | 195,544449 (192,909151) | 25,084507 (25,228703) | 14,606969 (14,546515) | 7,47 (7,54) | 58,23 (57,66) |
| 01.01.2008 | 217,327 (208,835)       | 35,047 (35,069)       | 9,963 (9,531)         | 4,58 (4,56) | 28,43 (27,18) |

Примечания к таблице:
- Данные до 01.01.2005  включительно представлены в соответствии с публикуемой формой годового отчёта, предоставляемого банком в ЦБ РФ (РСБУ).
- Данные с 01.01.2006  представлены в соответствии с годовой финансовой отчётностью банка по МСФО.
- В скобках указаны данные в соответствии со сводной (консолидированной) годовой финансовой отчётностью группы банка по МСФО.
- Показатели ROA и ROE округлены до второй цифры после запятой. Стоящие в конце значений этих показателей нули — не писались.

## Кредитные рейтинги
Рейтинговое агентство Standard & Poor’s :
| Дата       | Кредитный рейтинг контрагента (эмитента) | Кредитный рейтинг контрагента (эмитента) | Кредитный рейтинг контрагента (эмитента) | Кредитный рейтинг контрагента (эмитента) | Кредитный рейтинг контрагента (эмитента) |
| Дата       | По международной шкале                   | По международной шкале                   | По международной шкале                   | По международной шкале                   | По национальной шкале                    |
| Дата       | В иностранной валюте                     | В иностранной валюте                     | В национальной валюте                    | В национальной валюте                    | По национальной шкале                    |
| Дата       | Долгосрочный / Прогноз                   | Краткосрочный                            | Долгосрочный / Прогноз                   | Краткосрочный                            | По национальной шкале                    |
| ---------- | ---------------------------------------- | ---------------------------------------- | ---------------------------------------- | ---------------------------------------- | ---------------------------------------- |
| 22.07.2002 |                                          |                                          |                                          |                                          | ruBB                                     |
| 11.03.2003 |                                          |                                          |                                          |                                          | ruBB+                                    |
| 02.06.2003 | B− / Стабильный                          | C                                        | B− / Стабильный                          | C                                        | ruBBB−                                   |
| 13.02.2004 | B− / Позитивный                          | C                                        | B− / Позитивный                          | C                                        | ruBBB                                    |
| 23.03.2004 | B / Стабильный                           | C                                        | B / Стабильный                           | C                                        | ruBBB                                    |
| 28.07.2004 | B / CreditWatch Позитивный               | C                                        | B / Позитивный                           | C                                        | ruBBB+                                   |
| 03.09.2004 | B / CreditWatch Позитивный               | C                                        | B / Позитивный                           | C                                        | ruBBB+                                   |
| 23.12.2004 | B / CreditWatch Позитивный               | C                                        | B / Позитивный                           | C                                        | ruBBB+                                   |
| 27.01.2005 | B / Стабильный                           | C                                        | B / Стабильный                           | C                                        | ruBBB+                                   |
| 18.07.2005 | B+ / Стабильный                          | B                                        | B+ / Стабильный                          | B                                        | ruA+                                     |
| 11.07.2006 | B+ / Позитивный                          | B                                        | B+ / Позитивный                          | B                                        | ruA+                                     |
| 04.05.2007 | BB− / Стабильный                         | B                                        | BB− / Стабильный                         | B                                        | ruAA−                                    |
| 11.04.2008 | BB− / Негативный                         | B                                        | BB− / Негативный                         | B                                        | ruAA−                                    |
| 19.11.2008 | B+ / Негативный                          | B                                        | B+ / Негативный                          | B                                        | ruA                                      |

Рейтинговое агентство Fitch Ratings:
| Дата       | Рейтинг дефолта эмитента (РДЭ) | Рейтинг дефолта эмитента (РДЭ) | Рейтинг дефолта эмитента (РДЭ) | Рейтинг дефолта эмитента (РДЭ)     | Индивидуальный рейтинг | Рейтинг поддержки |
| Дата       | Долгосрочный                   | Долгосрочный                   | Долгосрочный                   | Краткосрочный в иностранной валюте | Индивидуальный рейтинг | Рейтинг поддержки |
| Дата       | В иностранной валюте           | Прогноз                        | Уровень поддержки              | Краткосрочный в иностранной валюте | Индивидуальный рейтинг | Рейтинг поддержки |
| ---------- | ------------------------------ | ------------------------------ | ------------------------------ | ---------------------------------- | ---------------------- | ----------------- |
| 14.06.2007 | BB                             | Стабильный                     |                                | B                                  | C/D                    | 5                 |
| 09.10.2007 | BB−                            | Стабильный                     | Нет уровня поддержки           | B                                  | C/D                    | 5                 |
| 05.09.2008 | BB−                            | Негативный                     | Нет уровня поддержки           | B                                  | C/D                    | 5                 |

## Санкции
В ноябре 2023 года банк попал под блокирующие санкции Минфина США — Управление по контролю за иностранными активами (OFAC), которое отвечает за правоприменение в области санкций, внесло банк «Русский стандарт» в SDN list. Банк сообщил что приостановит работу своих карт UnionPay за рубежом после введения американских санкций.

## Дополнительная информация

### Изменения состава акционеров
| Дата                 | Акционеры                                                                                                  | Доля        |
| -------------------- | --- | ----------- |
| 31 марта 1993 года   | Российская ассоциация «Росагроснаб»                                                                        | 31,9 %      |
| 31 марта 1993 года   | Государственное предприятие «Тюменбургаз»                                                                  | 18,2 %      |
| 31 марта 1993 года   | Тверская областная ассоциация по материально-техническому снабжению и комплектации «Тверьагроснабкомплект» | 9,2 %       |
| 31 марта 1993 года   | Московский конный завод №1                                                                                 | 9,2 %       |
| 31 марта 1993 года   | Другие | 31,5 %      |
| 1 января 1999 года   | ОАО АКБ «ИнтерТЭКбанк» (Международный банк развития топливно-энергетического комплекса)                    | 28,88 %     |
| 1 января 1999 года   | Кабардино-Балкарский государственный университет                                                           | 16,63 %     |
| 1 января 1999 года   | АООТ «Росагроснаб»                                                                                         | 13,38 %     |
| 1 января 1999 года   | ОАО «Тываагроснаб»                                                                                         | 7,5 %       |
| 1 января 1999 года   | Производственное объединение «Гомсельмаш» (Белоруссия)                                                     | 7,5 %       |
| 1 января 1999 года   | Другие | 26,11 %     |
| 16 февраля 2009 года | ЗАО «Компания «Русский Стандарт»»                                                                          | 97,172089 % |
| 16 февраля 2009 года | ЗАО «Руст Инк.»                                                                                            | 2,826654 %  |
| 16 февраля 2009 года | Другие (три акционера)                                                                                     | 0,001257 %  |

### Состав совета директоров и правления
На 1 января 2009 года :
| Совет директоров            | Совет директоров | Правление                      | Правление |
| ФИО                         | Должность(и), в том числе по совместительству | ФИО                            | Должность(и), в том числе по совместительству |
| --------------------------- | --- | ------------------------------ | --- |
| Тарико Рустам Васильевич    | • Председатель совета директоров банка (с 18 мая 2000 г.) • Главный советник банка (с 3 января 2002 г.) • Председатель совета директоров ЗАО «Руст Инк.» (с 24 июня 2003 г.) • Председатель наблюдательного совета ОАО «Банк Русский Стандарт» (Украина) (с 20 октября 2006 г.) | Левин Дмитрий Олегович         | • Председатель правления банка (с 21 ноября 2001 г.) • Член совета директоров банка (с 30 ноября 2001 г.) • Член наблюдательного совета ОАО «Банк Русский Стандарт» (Украина) (с 20 октября 2006 г.)                                                                                                  |
| Левин Дмитрий Олегович      | • Председатель правления банка (с 21 ноября 2001 г.) • Член наблюдательного совета ОАО «Банк Русский Стандарт» (Украина) (с 20 октября 2006 г.) | Пышный Владимир Николаевич     | • Первый заместитель председателя правления банка (с 17 января 2008 г.) |
| Жан Люк Ричард Штейнхауслин | • Советник банка (с 10 января 2006 г.) • Член наблюдательного совета ОАО «Банк Русский Стандарт» (Украина) (с 20 октября 2006 г.) | Фролов Андрей Петрович         | • Директор департамента информационных технологий — Старший вице-президент банка (с 1 апреля 2002 г.) |
| Хенрик Поппе                | • Генеральный директор ЗАО «Компания «Русский Стандарт»» (с марта 2007 г.) | Хаустова Ирина Владимировна    | • Директор операционно-технологического департамента — Старший вице-президент (с 1 марта 2000 г.) |
| Тихонова Лариса Оскаровна   | • Административный директор ЗАО «Руст Инк.» (с 22 мая 2002 г.) | Туткевич Евгений Александрович | • Заместитель председателя правления банка (с 28 февраля 2008 г.) |
| Нуриахметова Нэля Равилевна | • Директор «Руст Трейдинг Лимитед» (англ. Roust Trading Limited) (c 10 августа 2001 г.) • Член совета директоров ЗАО «Руст Инк.» (с 24 июня 2003 г.) • Член совета директоров ООО «Русский Стандарт Водка» (с 1 января 2005 г.) • Директор «Руст Холдингс Лимитед» (англ. Roust Holdings Limited) (с 5 октября 2006 г.) • Член совета директоров ЗАО «Компания «Русский Стандарт»» (с 29 октября 2007 г.) • Президент НКО «Благотворительный Фонд «Русский Стандарт»» (с 19 декабря 2007 г.) | Губанов Денис Анатольевич      | • Директор кредитного департамента —- Старший вице-президент банка (с 1 июля 2002 г.) • Член совета директоров ООО «Агентство по сбору долгов» (с 1 апреля 2005 г.) • Генеральный директор (с 10 августа 2005 г.), член совета директоров (с 20 апреля 2007 г.) ООО «Кредитное Бюро Русский Стандарт» |
| Хмель Михаил Дмитриевич     | • Специалист службы внутреннего контроля ЗАО «Руст Инк.» (с 3 апреля 2000 г.) • Генеральный директор ООО «Авиационные технологии» (с 13 августа 2004 г.) | Кондратенко Максим Дмитриевич  | • Заместитель директора дирекции розничного бизнеса (с 21 июля 2008 г.) |